# Dinochloinae
Dinochloinae je podtribus jednosupnica iz porodica trava (Poaceae), dio tribusa Bambuseae. Postoji 6 rodova.

## Rodovi
1. Pinga Widjaja (1 sp.)
2. Neololeba Widjaja (5 spp.)
3. Parabambusa Widjaja (1 sp.)
4. Dinochloa Buse (47 spp.)
5. Cyrtochloa S. Dransf. (7 spp.)
6. Sphaerobambos S. Dransf. (3 spp.)